# Quan hệ Iran – Kenya
Quan hệ Iran-Kenya là mối quan hệ song phương giữa Iran và Kenya .

## Lịch sử

### Chuyến thăm của Ahmadinejad
Kenya trong quá khứ đã có quan hệ hợp tác với Iran, vốn không phải lúc nào cũng được phương Tây coi là có lợi. Kenya đã ký nhiều thỏa thuận với các quốc gia Trung Đông bao gồm thỏa thuận xuất khẩu 4 triệu tấn dầu hàng năm sang Kenya, các chuyến bay thẳng giữa Tehran và Nairobi và học bổng cho người Kenya theo học đại học ở Iran. Tất cả điều này đã được thực hiện trong chuyến thăm của Tổng thống Iran, Mahmoud Ahmadinejad tới Kenya vào năm 2009. 
Vào tháng 5 năm 2012, Phó Tổng thống Iran, Mohammad Reza Rahimi đã đến thăm Kenya để hoàn tất thỏa thuận để Kenya mua dầu của Iran. 
Vào tháng 6 năm 2012, thỏa thuận dầu mỏ đã thất bại do Kenya thực hiện các lệnh trừng phạt của các nước phương Tây. Theo thỏa thuận, Iran sẽ cung cấp cho Kenya 80.000 thùng dầu mỗi ngày. Tuy nhiên, với việc Kenya là đồng minh chiến lược của Mỹ trong cuộc chiến chống khủng bố, thỏa thuận này đã khiến nhiều người trong cộng đồng quốc tế phải sửng sốt. Kenya và Iran đã có một cuộc tranh cãi ngoại giao về việc hủy bỏ thỏa thuận dầu mỏ. 
Kenya từng nhập khẩu dầu từ Iran trong những năm 1970 và 1980 nhưng không nhập khẩu bất kỳ loại dầu nào từ nước này kể từ đó. 
Nhìn chung, người ta cho rằng chính sách ngoại giao của Iran ở châu Phi sẽ gặp khó khăn đặc biệt vì phần lớn người Hồi giáo trên lục địa này chủ yếu theo trường phái Sunni hơn là trường phái Shiite ở Iran. Kenya cũng đã phải đối mặt với nhiều cuộc tấn công khủng bố và quốc gia này đã chuyển sang Israel để thực hiện nhiều thỏa thuận liên quan đến an ninh.  Năm 2012, Kenya đã bắt giữ hai thành viên của Lực lượng Vệ binh Cách mạng Iran, những người đã lên kế hoạch tấn công  Israel, Anh, Mỹ và thậm chí cả Ả Rập Xê-út, bên trong Kenya. Họ bị tòa án Kenya kết án tù chung thân.

### Quan điểm về chương trình hạt nhân của Iran
Quan điểm của Kenya về chương trình hạt nhân của Iran đi theo đường lối của nghị quyết của phong trào không liên kết, trong đó tuyên bố rằng Iran có quyền phát triển các nguồn năng lượng hạt nhân nhưng chỉ với mục đích hòa bình. Nghị quyết đã được nhất trí vào tháng 9 năm 2006 bởi tất cả 118 thành viên của phong trào không liên kết.

### Cách nhìn nhận về Iran
Một nghiên cứu được thực hiện bởi Trung tâm Nghiên cứu Pew về cách người Kenya nhìn nhận Iran cho thấy khoảng 42% người được hỏi cho rằng mối quan hệ  Kenya - Iran là có lợi cho quốc gia. Nghiên cứu có sự tham gia của 798 người và được thực hiện vào tháng 3 năm 2014. Ngoài ra, 34% số người được hỏi cho cho rằng mối quan hệ Kenya - Iran là bất lợi và 24% không có ý kiến.

## Hợp tác phát triển
Vào tháng 8 năm 2014, Bộ trưởng Ngoại giao Kenya Amina Mohamed đã gặp Bộ trưởng Ngoại giao Iran Mohammad Javad Zarif tại Tehran. Hai bên đã ký biên bản ghi nhớ về hợp tác kinh tế, khoa học và kỹ thuật. Biên bản ghi nhớ cũng xác định giao thông và cơ sở hạ tầng, năng lượng, nông nghiệp, nước và thủy lợi, nhà ở và y tế là các lĩnh vực hợp tác chủ yếu. 
Trong chuyến thăm của mình đến các quốc gia châu Phi vào tháng 10 năm 2018, Sorena Sattari - Phó chủ tịch Hội đồng Khoa học và Công nghệ Iran - đã nhấn mạnh sự cần thiết của việc lập hạn mức tín dụng cho các ngân hàng và tạo cơ hội cho các công ty công nghệ của Iran và Kenya hợp tác với nhau để trao đổi sản phẩm và dịch vụ. 

## Thương mại
Giá trị xuất khẩu từ Kenya sang Iran trong năm 2012 đạt 18,3 triệu euro trong khi giá trị nhập khẩu từ Iran sang Kenya đạt 34,5 triệu euro.  Bộ trưởng Ngoại giao Kenya tuyên bố rằng nhiều quốc gia lớn trên thế giới vẫn duy trì quan hệ thương mại với Iran và cả hai nước sẽ tiếp tục trao đổi thương mại với nhau.
Iran là một trong những nước mua nhiều chè của Kenya nhất. Kenya đã tăng xuất khẩu chè sang Iran từ 2 triệu kg lên 10 triệu kg trong 5 năm. Nhu cầu chè ở Iran ở mức 116 triệu kg, trong đó Iran chỉ sản xuất được 20 triệu kg.  Kenya xuất khẩu khoảng 20% lượng chè của mình cho Iran. 

## Cơ quan đại diện ngoại giao
Iran duy trì một đại sứ quán ở Nairobi. Ngoài ra, Kenya cũng có đại sứ quán tại Tehran.